# Manuel Rodrigues Gameiro Pessoa
Manuel Rodrigues Gameiro Pessoa (Portugal, c. 1800 — Nápoles, 22 de janeiro de 1846), 1.º barão e 1.º visconde com grandeza de Itabaiana (visconde de Itabayana, na grafia do tempo), foi um diplomata ao serviço do Império do Brasil.

## Biografia
Natural de Portugal e brasileiro pela Constituição do Império,  Subiu à cúpola da grandeza por seu merecimento e era o decano dos diplomatas brasileiros, sendo nomeado em 1822 por José Bonifácio como ministro plenipotenciário na França. Contribuiu muito com a sua prudência, perspicácia e tino para firmar no trono de Portugal a senhora D. Maria II, e, reconhecendo isso, a mesma senhora concedeu-lhe uma pensão anual.
Secretário da legação portuguesa no Congresso de Viena, foi depois ministro plenipotenciário na França, em 1822. Em janeiro de 1826 foi recebido em Londres como ministro plenipotenciário brasileiro, fazendo com que a Grã-Bretanha reconhecesse formalmente a Independência do Brasil. Também lá negociou um empréstimo de três milhões de libras esterlinas, com hipoteca de rendas da alfândega, junto com Felisberto Caldeira Brant Pontes de Oliveira e Horta. Foi depois ministro nas Duas Sicílias e em Viena.
Sócio do Instituto Histórico e Geográfico Brasileiro desde 1839. Era comendador da Imperial Ordem de Cristo e grã-cruz da Ordem do Cruzeiro. Barão de Itabaiana por decreto de 12 de outubro de 1825. Visconde de Itabaiana por decreto de 12 de outubro de 1826. Visconde de Itabaiana com grandeza por decreto de 12 de outubro de 1828. Faleceu em Nápoles a 22 de janeiro de 1846, sendo ministro plenipotenciário do Brasil junto à corte do rei das Duas Sicílias. A 22 de fevereiro de 1846 foi sepultado na igreja de Santo António dos Portugueses, em Roma. 
Foi pai de Camila Leonor Júlia Gameiro, 1.ª viscondessa de Gameiro, em Portugal, e filha única.
Escreveu, entre outras obras:
- Exposição fiel sobre a negociação do empréstimo que o Império do Brasil ha contrahido em Londres e sobre as vantagens delle resultantes. Londres, 1827, 90 pp.;
- Resposta dada ao relatório da commissão creada pela lei de 4 de dezembro de 1830, offerecida á assembléa legislativa do Brasil. Rio de

Janeiro, 1832, 124 pp., seguidas de vários documentos. 